# Waterford
Waterford (în irlandeză Port Láirge) este un oraș din comitatul Waterford din Irlanda de Sud-Est.